# Microula sikkimensis
Microula sikkimensis är en strävbladig växtart som först beskrevs av Charles Baron Clarke, och fick sitt nu gällande namn av Hemsley. Microula sikkimensis ingår i släktet Microula och familjen strävbladiga växter. Inga underarter finns listade i Catalogue of Life.